# Ljungan
Ljungan – rzeka w Szwecji o długości 350 km, powierzchni dorzecza 12 851 km².
Źródła rzeki znajdują się w Górach Skandynawskich, a uchodzi ona do Zatoki Botnickiej. 
Rzeka Ljungan jest wykorzystywana do spławu drewna, a także w celach energetycznych.